# Copenhagen Admiral Hotel

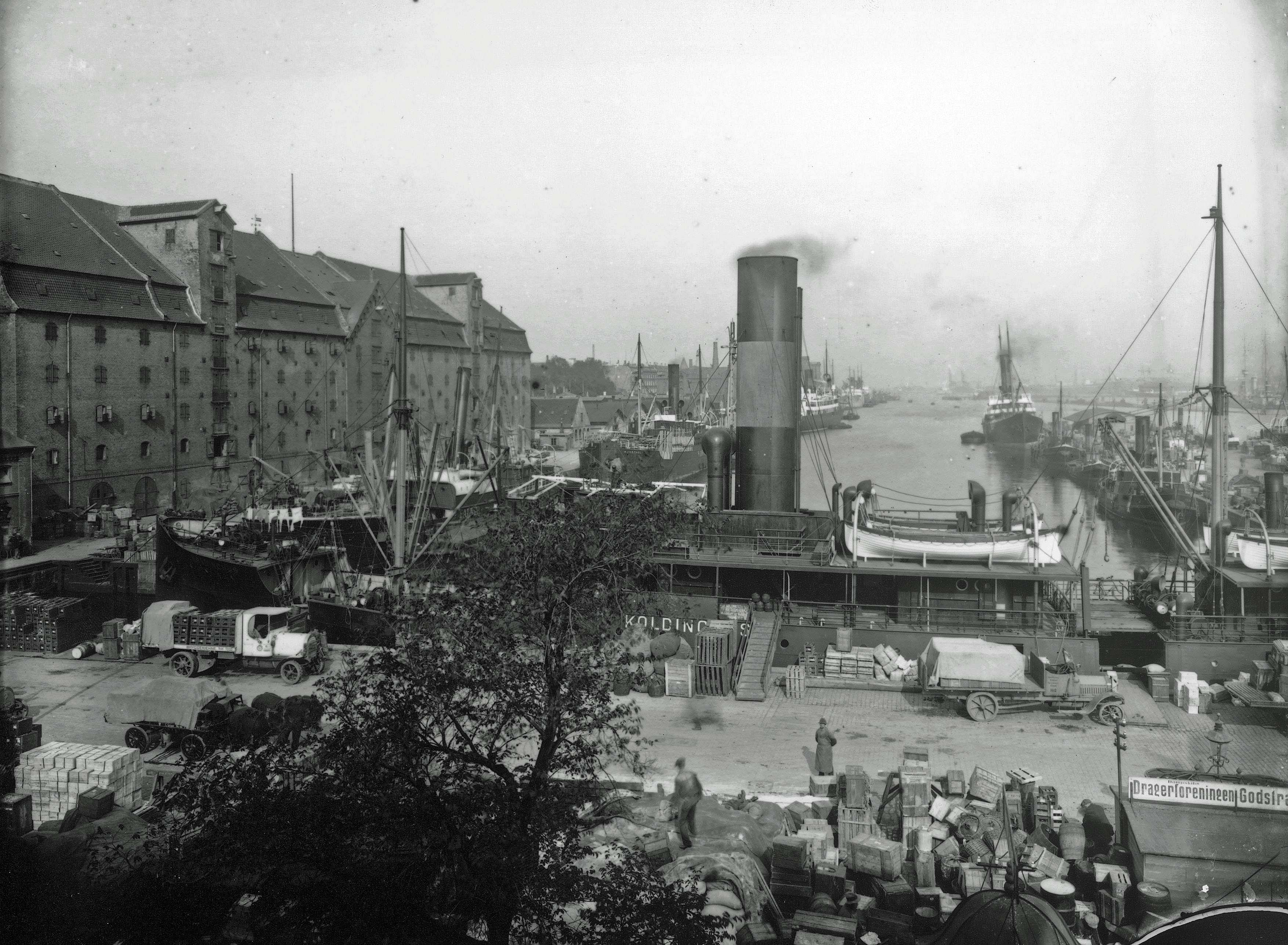
antic port de Copenhaguen, davant de l'edifici de l'hotel

Copenhagen Admiral Hotel és un hotel del centre de Copenhaguen, Dinamarca, localitzat en el passeig marítim entre la boca del canal Nyhavn i la residència reial Amalienborg.
Originalment, l'edifici eren dos magatzems separats que van ser encarregats el 1781 per la empresa «Østersøisk-Guineiske Handelskompagni» creada el mateix any i reemplaçada per «Pingel, Meyer, Prætorius & Co». Els edificis van ser acabats el 1787 i dissenyats per l'enginyer Ernst Peymann. Van ser adquirits pels Reis de Dinamarca el 1788 i van ser convertits en graners. Els dos edificis van ser connectats el 1885, creant el llarg edifici actual. Es van arribar a emmagatzemar fins a 30.000 tones de gra.
L'edifici fou adquirit per inversors privats el 1973 i va ser reconvertit en hotel pels arquitectes Flemming Hertz i Ole Ramsgaard Thomsen. L'edifici va ser premiat amb un diploma Nostra de la Unió Europea. L'hotel va obrir el gener de 1978 i fou restaurat el 2004.